# Zoner Photo Studio
Zoner Photo Studio (fino alla versione 5, l'applicazione si chiamava Zoner Media Explorer) è un'applicazione proprietaria visualizzatrice e organizzatrice di immagini per Microsoft Windows sviluppata da Zoner Software.
Tra le sue caratteristiche include 16 bit di colori per canale, file RAW e DNG, supporta il GPS e le tecnologie 3D.
Zoner Photo Studio è progettato per poter lavorare nell'intero processo di gestione delle foto digitali: acquisizione, modifica, archiviazione e pubblicazione.
L'ultima versione è la 16  (2014) divisa in: free (gratuita) home e professionale.